# Snelfietsroute F344
De F344 of snelfietsroute Apeldoorn-Deventer is een fietssnelweg in de Nederlandse provincies Gelderland en Overijssel die de steden Apeldoorn en Deventer met elkaar verbindt via Twello. De route volgt grotendeels de N344, waar de naam van afgeleid is. De F344 werd op 6 juli 2018 officieel geopend.
De bestaande fietswegen tussen Apeldoorn en Deventer werden in 2017 en 2018 verbeterd, onder andere door voorrang voor fietsers op rotondes te geven, automobilisten af te remmen op kruisingen en duurzaam asfalt met een wrijvingsarme toplaag te leggen. De route is ongeveer 15 km lang.
Na de officiële opening nam het gebruik van de fietsroute met 18 tot 47 procent toe in 2019 ten opzichte van 2016.

## Aanpassingen
Als onderdeel van de onderdoorgang Laan van Osseveld (N345) onder het spoor is hier een fietsbrug aangelegd ter vervanging van een oversteek op de drukke weg. Bij De Ontvangst in Apeldoorn is de rijbaan voor snelverkeer versmald zodat een fietspad kon worden toegevoegd. De Veenhuizerweg in Apeldoorn en de Klaverweg, Woudhuizerweg en Woudweg daarbuiten werden een fietsstraat met ook buiten de bebouwde kom 30 km/h als maximumsnelheid. Hier is ook verlichting aangebracht. Op kruisingen aan de Klaverweg en Woudweg tussen Apeldoorn en Teuge krijgt verkeer op de F344 voorrang. De aansluiting bij de rotonde in Teuge is verbeterd. Bij Twello volgt de F344 de N344 en gaat de route niet meer door het dorp. Op de kruising N344/N790 bij Steenenkamer zijn verkeerslichten anders afgesteld om het groene licht beter te verdelen. Op het fietspad van de Wilhelminabrug in Deventer mogen alleen nog fietsers rijden. Op de route zijn naast verbetering van bestaande fietswegen ook nieuwe fietspaden en fietsstraten aangelegd. Verder is verlichting met speciale software geplaatst, waardoor alleen het deel waar de fietser fietst verlicht wordt. In 2020 is nieuwe bewegwijzering geplaatst die de route meer herkenbaar moeten maken, als eerste in Nederland met het nieuwe landelijke ontwerp voor fietsbewegwijzering op snelfietsroutes.

## Snelfietsroute F144
Snelfietsroute F144 Twello-Deventer is een korte aftakking van snelfietsroute F344 die vanaf Twello een route volgt langs de spoorweg en de IJssel oversteekt via de fiets- en spoorbrug IJsselspoorbrug.